# Paul Goldschmidt (Baseballspieler)
Paul Edward „Goldy“ Goldschmidt (* 10. September 1987 in Wilmington, Delaware) ist ein US-amerikanischer Baseballspieler in der Major League Baseball (MLB). Er spielt als First Baseman bei den New York Yankees.

## Karriere

### Arizona Diamondbacks
Goldschmidt wurde in der 49. Runde des MLB Draft 2006 von den Los Angeles Dodgers ausgewählt. Er unterschrieb jedoch keinen Vertrag.
Stattdessen wechselte Goldschmidt zur Texas State University, um dort für die Texas State Bobcats baseball College baseball zu spielen.
Sein MLB-Debüt gab er im Jahr 2011 bei den Arizona Diamondbacks.

### St. Louis Cardinals
Am 5. Dezember 2018 tauschten die Arizona Diamondbacks Goldschmidt zu den St. Louis Cardinals im Austausch für Luke Weaver, Carson Kelly, Andy Young und einen Round-B-pick im MLB Draft 2019.
Sein Vertrag mit den Cardinals wurde am 23. März 2019 für einen Zeitraum von fünf Jahren bis einschließlich der 2024er-MLB-Saison verlängert.